# هری گریفیث (بازیکن فوتبال، زاده ۱۸۸۶)
هری گریفیث (انگلیسی: Harry Griffiths; ۱ فوریهٔ ۱۸۸۶ – 1933) بازیکن فوتبال اهل بریتانیا بود.
از باشگاه‌هایی که در آن بازی کرده‌است می‌توان به باشگاه فوتبال لیورپول اشاره کرد.